# Záhady oceánů s Jeffem Corwinem
Záhady oceánů s Jeffem Corwinem (v anglickém originále Ocean Mysteries with Jeff Corwin) je americký vzdělávací televizní seriál, vysílaný jednou týdně během sobotního dopoledne na stanici ABC. Patří do sady pořadů Litton Weekend Adventure, jež produkuje televizní společnost Litton Entertaiment. Vysílal se od září 2011 do května 2016.
Seriálem provází známý americký ochránce přírody a biolog Jeff Corwin. Každá epizoda pojednává o určitém subjektu (jednotlivý druh zvířete, část světa apod.) v souvislosti s mořským prostředím nebo s mokřady, řekami a ostrovy. Seriál také poukazuje na ochranu přírody v různých regionech.